# 麻田かおり
麻田 かおり（あさだ かおり、1973年11月5日- ）は日本の元女優。大分県出身。本名は渡辺かおり。
1990年代後半、濡れ場が売りのオリジナルビデオに主演し、神秘的で清楚さを感じさせるルックスで人気を集めた。テレビでは、殺人事件を描く2時間ドラマの被害者役を多く演じた。また、ヘアヌードも披露。
身長162cm。B83 W59 H90。星座はさそり座。血液型はB型。趣味はサイクリング、読書。特技は日本舞踊と琴。
2021年から映像コンテンツ権利処理機構に連絡のとれない権利者として掲載されている。

## 出演

### 映画
- 京極夏彦 怪 七人みさき（2000年8月12日公開、松竹）監督:酒井信行 - 白菊 役＊2000年1月にWOWOWで放映されたテレビ・シリーズを劇場用に再編集したもの。[2][3]

### オリジナルビデオ
1995年
- 痴漢白書2（11月10日、ピンクパイナップル）監督:石岡正人 - 主演[4]

1997年
- ラブホテルの夜Special（3月7日、日活）監督:田辺慶 他  - ユウコ 役 3話オムニバス[5]
- 制服狩り2（4月4日、徳間ジャパンコミュニケーションズ）監督:後藤秀司 3話オムニバス[6]
- 新任女教師 禁断の教育実習（11月22日、TMC）監督:成瀬正行 - 主演[7]

1998年
- 告白手記 誰にも言えない裏の履歴書（3月6日、カレス・コミュニケーションズ）監督:新村良二 - 主演[8]
- 搭乗日誌 スチュワーデスの危ない報告（5月1日、カレス・コミュニケーションズ）監督:杉山太郎 - 主演[9]
- 揺れる電車の中で 痴漢に暴かれた女教師の性（7月3日、カレス・コミュニケーションズ）監督:小渕アキラ - 主演[10]
- OVER The NIGHT 蒼い夜 麻田かおり・三咲まお・草凪純 他（10月31日、h.m.p/エイトマン TE-008）監督:神野龍太郎
- OVER The NIGHT 蒼い夜 復讐編 麻田かおり・三咲まお・小松みゆき 他（11月30日、h.m.p/エイトマン TE-9）監督:神野龍太郎

1999年
- 性霊伝説 時を彷徨う愛（6月30日、銀河映像）監督:森口緑 共演:麻田かおり、白石ことこ、桐島みう、天宮かのん、麻田かおり、宍戸勝、寺田農 (特別出演) ほか
- 性霊たちの戯れ 若菜瀬奈・麻田かおり（12月21日、h.m.p）

2000年
- 美尻桃尻スペシャル（9月8日、カレス・コミュニケーションズ）監督:松家雄二[11]

2001年
- エクスタシー・スペシャル 新任女教師（5月22日、TMC）監督:永岡久明
- 京極夏彦 怪 DVD-BOX（8月25日、松竹）監督:酒井信行 ＊「京極夏彦 怪 七人みさき」「京極夏彦 怪 隠神だぬき」「京極夏彦 怪 赤面ゑびす」「京極夏彦 怪 福神ながし」を収録
- 京極夏彦 怪 七人みさき（8月25日、松竹）監督:酒井信行
- 揺れる電車の女 まさぐる手、もてあそばれる尻（9月7日、カレス・コミュニケーションズ）製作総指揮:松家雄二 ＊「揺れる電車の中で」シリーズの官能シーンを集めた総集編[12]

2002年
- 制服悶絶図鑑（リップス）監督:後藤秀司[13]
- 特選! 人妻&スチュワーデス 総集編（オンリー・ハーツ）製作:松家雄二 [14]

2004年以降
- 特別授業 ～7時限目の女教師～ 総集編（2004年7月28日、カレス・コミュニケーションズ）[15]
- 揺れる電車の中で 全20作記念特別編 歴代マドンナ全員乗車中（2009年6月26日、カレス・コミュニケーションズ）監督:小渕アキラ 他[16]

ほかに、シリーズ作品を編集した総集編的作品がある。

### テレビドラマ
1995年
- 八代将軍吉宗 第8話（1月8日-12月10日、NHK・大河ドラマ）
- 風の刑事・東京発! 第9話 越後湯沢行き!刑事をゆする女（12月13日、テレビ朝日系）

1996年
- 美人三姉妹温泉芸者が行く!3（9月27日、フジテレビ系・金曜エンタテイメント） - 神埼静 役
- 混浴露天風呂連続殺人16（12月21日、ABC=テレビ朝日系・土曜ワイド劇場） - 木原杏子 役

1997年
- 天才・神津恭介の殺人推理（6月7日、テレビ朝日系・土曜ワイド劇場）
- 新・花へんろ 第5話 青春の門かナモシ（6月11日、NHK・水曜シリーズドラマ）
- 京都夜の祇園殺人事件（6月27日、フジテレビ系・金曜エンタテイメント）
- 浅見光彦シリーズ5 別府・姫島殺人事件（12月19日、フジテレビ系・金曜エンタテイメント）

1998年
- 牟田刑事官事件ファイル24 阿波鳴門うず潮の殺意（1月24日、テレビ朝日系・土曜ワイド劇場） - クラブ「りとるまぁめいど」のホステス 役
- 弁護士芸者のお座敷事件簿2 雪の磐梯山湯けむりに隠れた遺産相続人連続殺人事件（1月26日、TBS系・月曜ドラマスペシャル） - ホテトル嬢 役
- 美人三姉妹温泉芸者が行く!5 恐怖の旋律・箱根芦ノ湖殺人事件（2月27日、フジテレビ系・金曜エンタテイメント） - 今井章子（音大生・10年前死亡） 役
- 名探偵・明智小五郎 予告殺人犯がのぞいた清楚な人妻の寝室（3月7日、テレビ朝日系・土曜ワイド劇場）
- はみだし刑事情熱系 第3シリーズ 第7話 身代わりの女！銃口を向けられて…（11月18日、テレビ朝日系・水曜21時枠） - 生田則子（興和銀行蔵前支店 行員・10日前自殺） 役

1999年
- 加賀百万石〜母と子の戦国サバイバル（1月1日、NHK）
- 十津川警部シリーズ16 寝台急行銀河殺人事件（1月4日、TBS系・月曜ドラマスペシャル） - 太田由美子 役
- 名探偵キャサリン8 南十字星殺人事件（10月4日、TBS系・月曜ドラマスペシャル） - 沢朋美 役

2000年
- 京極夏彦 「怪」第1話「七人みさき」（1月3日、WOWOW） - 白菊 役 ＊2000年8月に「京極夏彦 怪 七人みさき」として映画化された。
- 別れる2人の事件簿 第3話 京都西陣遺産相続は誰の手に? 殺人事件（5月4日、テレビ朝日系）
- 狩矢父娘シリーズ1 京都貴船川殺人事件（10月28日、テレビ朝日系・土曜ワイド劇場） - 吉田エリ 役

2001年
- 西村京太郎サスペンス 探偵 左文字進3 空巣と殺人（5月14日、TBS系・月曜ミステリー劇場） - 忍（クラブ「Mie Bel」ホステス） 役
- ちゅらさん 第137話（9月、NHK・連続テレビ小説）
- ちゅらさん (1) 総集編 第3話「命（ぬち）どぅ宝」（12月5日、NHK・連続テレビ小説）

2002年以降
- 女と愛とミステリー ヤメ検弁護士・英剛直 佐渡が島殺人航路（2002年7月28日、BSジャパン）
- ミュージック in ドラマ「ホシに願いを」（2004年3月26日、NHK総合）

## 書籍

### 写真集
- 麻田かおり写真集 葡萄（1996年11月5日、斉木弘吉撮影、英知出版） ISBN 4754211383

### 雑誌
- 写真集系雑誌 PHOTO SHOT Vol.18 青沼ちあさ・夏目玲・立花杏子・三枝美憂・麻田かおり 他（1996年10月25日、英知出版）